# Francisco Gallo Vallejo
Francisco Gallo Vallejo (Antofagasta, 1923 - Iquique, 11 de diciembre de 1989) fue un abogado y político socialista chileno. 

## Datos biográficos
Hijo de Pedro Custodio Gallo y Cecilia Vallejo Zavala. 
Contrajo matrimonio con Clara Herrera Iriarte.
Estudió en el Liceo de Antofagasta, para luego pasar a la Universidad de Chile, donde se graduó como abogado (1950). Volvió al norte y comenzó a defender judicialmente varios casos de violaciones de derechos laborales.
Fue miembro de la recién formada CUT (1953) y militante del Partido Socialista.
Regidor de la Municipalidad de Iquique (1956-1960) y Alcalde de Iquique (1960-1963). 
Durante la dictadura militar, fue perseguido y detenido. Se mantuvo en clandestinidad hasta 1976. Salió exiliado a Buenos Aires, de ahí pasó a México, para retornar en 1988 para la campaña del No, pero los daños físicos durante la brutal detención en dictadura afectaron su salud y lo alejó de la política.